# Вестник Коммунистической академии
«Вестник Коммунистической академии» — советский научный журнал, орган Коммунистической академии. Издавался в Москве с ноября 1922 по октябрь 1935 года. Первоначально (первые шесть номеров за 1922—1923 годы) назывался «Вестник Социалистической академии». В журнале помещались статьи и доклады о жизни и деятельности видных марксистов: К. Марксе, Ф. Энгельсе, В. И. Ленине — а также работы по проблемам марксизма-ленинизма, социально-экономических наук, всеобщей истории и истории СССР, экономики, истории философии, теория государства и права и другим темам. Данное печатное издание освещало работу как самой Коммунистической академии, так и Института красной профессуры, Института Маркса—Энгельса—Ленина и подобных учреждений.